# Andrus Ansip

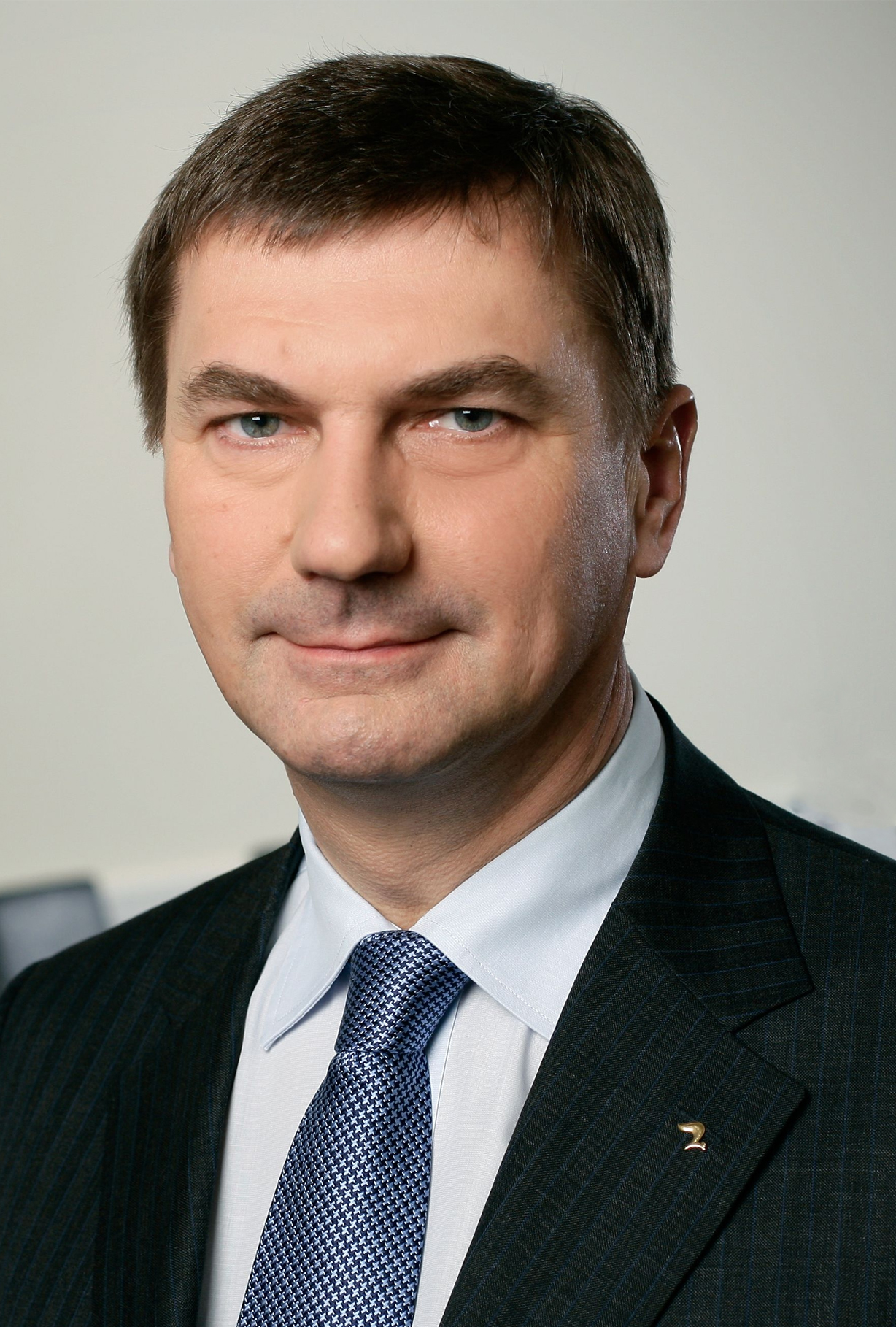
Andrus Ansip (2012)

Andrus Ansip (* 1. Oktober 1956 in Tartu, Estland) ist ein estnischer Chemiker und Politiker. Er war von 2004 bis 2014 Vorsitzender der liberalen Estnischen Reformpartei (estnisch Eesti Reformierakond). In den Jahren 2005 bis 2014 war er Ministerpräsident der Republik Estland. In der Kommission Juncker der Europäischen Union war Andrus Ansip von 2014 bis 2019 Vizepräsident und Kommissar für den digitalen Binnenmarkt. Vom 1. Januar bis zum 9. Juli 2017 war er dort zudem interimsweise Kommissar für Digitale Wirtschaft und Gesellschaft.

## Leben
Ansip schloss die Universität Tartu 1979 mit einem Diplom in Chemie ab. Bevor er in die Politik ging, befasste er sich u. a. mit Banken und Investitionen. Er war Mitglied des Vorstandes der Bank von Tartu (estnisch: Rahvapank), Vorstandsvorsitzender der Livonia Privatisation IF und Vorstandsvorsitzender der Investment Fund Broker Ltd (estnisch: Fondiinvesteeringu Maakler AS). Außerdem war Ansip Vorstandsvorsitzender von Radio Tartu.
Andrus Ansip ist verheiratet und hat drei Töchter.

## Politische Tätigkeit

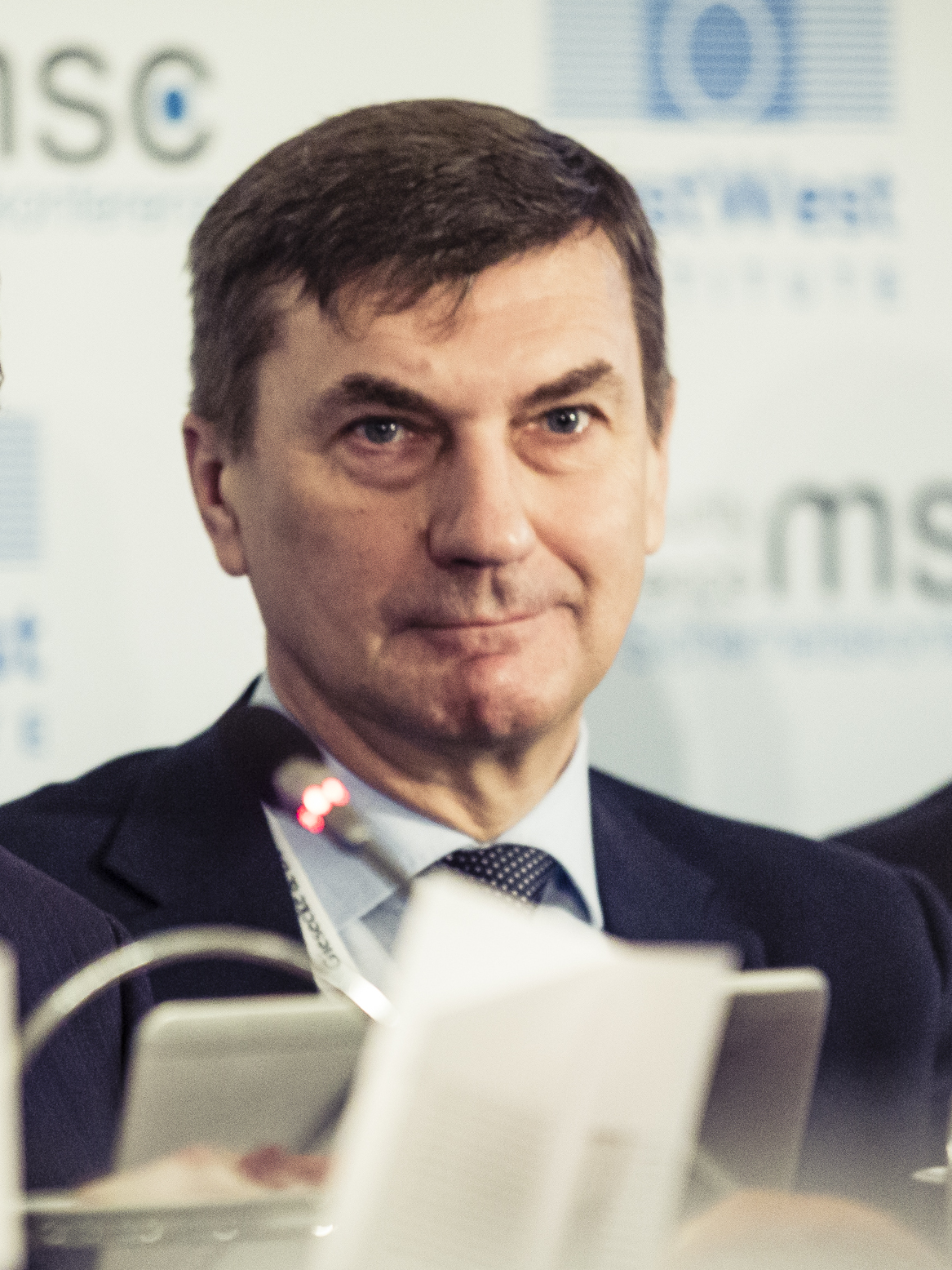
Ansip während der 53. MSC 2017

### Parteikader KPdSU
Von 1986 bis 1988 war er im Bezirkskomitee Tartu Leiter der Organisationsabteilung der Kommunistischen Partei Estlands, welche eine Unterorganisation der Kommunistischen Partei der Sowjetunion (KPdSU) war.
In der Zeit der Perestrojka war er mitverantwortlich für die Planung der brutalen Niederschlagung der größtenteils friedlichen Demonstration am 2. Februar 1988 in Tartu, mit der die Studenten an den Jahrestag des Friedensvertrags von Tartu zwischen Estland und Russland erinnerten.
Ansip und Robert Njarska (rus. Роберт Нярска) beobachteten aus den Fenstern des Bezirksvorstands die Auflösung der Demonstration durch Spezialeinheiten der Polizei mit Tränengas und Hunden.
Das Vorgehen wurde mit der von ihm befürworteten Niederschlagung der Demonstrationen 2007 in Tallinn verglichen, als er den Bronzesoldat von Tallinn aus dem Stadtzentrum verlegte.
siehe Abschnitt Premierminister

### Bürgermeister von Tartu
1998 wurde Ansip als Kandidat der Reformierakond (Reformpartei) zum Bürgermeister von Tartu gewählt, er hatte das Amt bis 2004 inne. Mehrfach kandidierte er bei Wahlen für das estnische Parlament, verzichtete jedoch jeweils auf sein Mandat, um Bürgermeister bleiben zu können.

### Vorsitzender derReformierakondund Wirtschaftsminister
Als der Minister für Wirtschaftsangelegenheiten und Kommunikation Meelis Atonen, ein Parteifreund, in der Koalitionsregierung von Juhan Parts sein Amt niederlegen musste, wurde Ansip am 13. September 2004 dessen Nachfolger. Am 21. November 2004 wurde Ansip zum Vorsitzenden der Reformierakond gewählt, nachdem der Parteigründer und bisherige Vorsitzende, der frühere Premierminister Siim Kallas, zum EU-Kommissar und Vizepräsidenten der europäischen Kommission bestellt worden war.

### Premierminister
Am 31. März 2005 beauftragte der estnische Präsident Arnold Rüütel Ansip damit, eine Regierung zu bilden, nachdem am 24. März 2005 Premierminister Juhan Parts sein Rücktrittsgesuch eingereicht hatte. Ansip formte eine Koalition aus seiner Partei, Keskerakond („Zentrumspartei“) und Rahvaliit („Volksunion“), die von der Riigikogu am 12. April 2005 bestätigt wurde. Die Regierung wurde von 53 der 101 Parlamentarier unterstützt, 40 Abgeordnete stimmten dagegen. Ansip wurde daraufhin als Premierminister von Estland am 13. April 2005 zusammen mit seinem Kabinett offiziell vereidigt.
Im Zuge der von Ansip persönlich betriebenen Verlegung eines 1947 während der sowjetischen Besetzung Estlands errichteten Denkmals für die im Zweiten Weltkrieg gefallenen Soldaten der Roten Armee aus dem Stadtzentrum auf einen Militärfriedhof kam es am 27. und 28. April 2007 in Tallinn zu schweren Krawallen und Plünderungen, bei denen größtenteils russischstämmige Jugendliche mitwirkten. Die Verlegung des Denkmals führte zu einer schweren Krise in Estland zwischen der russischsprachigen Minderheit (30 %) und der estnischen Bevölkerung, ebenso zwischen den Ländern Estland und Russland.
Nach den Wahlen zum 11. Riigikogu wurde das zweite Kabinett von Andrus Ansip am 4. April 2007 durch den Staatspräsidenten Toomas Hendrik Ilves ernannt und am 5. April 2007 vor dem Riigikogu vereidigt. Neben Mitgliedern seiner eigenen Partei gehörten ihm Vertreter von Isamaa ja Res Publica Liit und der sozialdemokratischen SDE an.
Nach einem Streit über Maßnahmen zur Bekämpfung der Wirtschaftskrise, die nach Ansicht des Premierministers Kürzungen für Rentner und Arbeitslose enthalten sollten, kam es im Mai 2009 zum Zerwürfnis zwischen Ansip und den Sozialdemokraten. Am 21. Mai folgte Staatspräsident Ilves Ansips Antrag, die drei sozialdemokratischen Minister zu entlassen. Bis zur folgenden Parlamentswahl am 6. März 2011 stand Ansip einer Minderheitsregierung vor. Das am 5. April 2011 durch Staatspräsident Ilves ernannte Kabinett Ansip III bestand aus Reformpartei und Isamaa ja Res Publica Liit. Die Regierung stützte sich auf eine Parlamentsmehrheit von 56 von 101 Sitzen.
Am 26. März 2014 wurde Ansip, nach vorheriger Ankündigung seines Rückzugs, etwas überraschend von seinem Parteikollegen Taavi Rõivas als Premierminister abgelöst. Von den Medien war zunächst Siim Kallas als aussichtsreichster Kandidat für die Nachfolge gehandelt worden.

### Europäische Union
Bei der Europawahl 2014 wurde Ansip zum Abgeordneten im Europäischen Parlament gewählt. Er erhielt die meisten Personenstimmen von allen Kandidaten. Er gehört dort der Fraktion der Allianz der Liberalen und Demokraten für Europa an.
Ab 1. November 2014 war Andrus Ansip in der Kommission Juncker Vizepräsident der Europäischen Kommission und Kommissar für den digitalen Binnenmarkt. Vom 1. Januar bis 9. Juli 2017 war er zusätzlich übergangsweise Kommissar für Digitale Wirtschaft und Gesellschaft. Dieses Amt übernahm er von Günther Oettinger, der Kommissar für Finanzplanung und Haushalt wurde, da dessen Vorgängerin Kristalina Georgiewa zur Weltbank wechselte. Mit Antritt der Kommission von der Leyen I am 1. Dezember 2019 schied er aus dem Amt aus. Dem Europäischen Parlament blieb er zwischen 2019 und 2024 aber noch für eine Legislatur als Abgeordneter verbunden.
Ansip bevorzugt Microsoft-Software für Behörden. Open Source sieht er kritisch.

## Auszeichnungen
- Orden des weißen Sterns 3. Klasse (2005)
- National Order of Merit (Malta, 2001)
- Rittergroßkreuz des Ordens von Oranien-Nassau (Niederlande, 2008)
- Großkreuz des Kronenordens (Belgien, 2008)
- Drei-Sterne-Orden 2. Klasse (Lettland, 2009)
- Großkreuz des Verdienstordens von Litauen (2013)
- Großkreuz des Verdienstordens der Bundesrepublik Deutschland (2013)
- Internationaler Preis der Friedrich-August-von-Hayek-Stiftung (2011)
- Orden des Staatswappens, 2. Klasse (2015)